# 축법호
축법호(竺法護: fl. 266년 ~ 313년)는 서진 시대에 활약한 역경승이다.
이름 중 “법호”는 산스크리트어 “다르마라크샤”(Dharmarakṣa)의 음역이다. 월지국(月氏國) 출신으로 지법호(支法護)라고도 불리었으나, 스승인 축고좌(竺高座)의 “축”(竺)을 따서 보통 축법호라고 부른다. 그는 둔황에서 활약하였기 때문에 둔황보살(敦煌菩薩)이라고도 한다.
둔황으로부터 장안 · 뤄양(洛陽)에 걸쳐 유랑하면서 경전의 번역과 포교활동을 하였다. 그의 손으로 번역된 경전은 《반야경》·《법화경》·《유마경》·《무량수경》 등 초기 대승경전에 속하는 것이 많이 포함되어 있으며, 모두 154부에 달했다고 한다. 구마라습 이전에는 질과 양에 있어서 최대의 역경승이었다.

## 같이 보기
- 로카크셰마
- 불교의 역사

## 참고 문헌
- 이 문서에는 다음커뮤니케이션(현 카카오)에서 GFDL 또는 CC-SA 라이선스로 배포한 글로벌 세계대백과사전의 내용을 기초로 작성된 글이 포함되어 있습니다.